# ホ203
ホ203（ホ二〇三）は第二次世界大戦中に大日本帝国陸軍が使用した航空機関砲である。

## 概要
本砲の開発経過は判然としない。日本陸軍の依頼により1940年（昭和15年）に日本特殊鋼が試作、半自動式の平射歩兵砲を自動式に改修し航空用に転用したとの説がある。日本特殊鋼は昭和7年から兵器開発を開始、昭和17年には20mm、30mm、37mm、57mm航空機関砲を開発した。機関砲の設計ノウハウとしては1939年（昭和14年）に試製三十七粍高射兼対戦車砲を製造している。民間から火砲を製作し、陸軍に提案した事例はこの企業の他に存在しない。
航空工廠は1943年（昭和18年）3月、二式複座戦闘機「屠龍」にホ203を搭載した試作機の製作に着手した。5月に試作機が完成、10月には二式複戦甲型の改修を終了（改修機65機）した。兵装構成は胴体下部に口径20mmのホ3機関砲1門を搭載、機首に本砲を1門装備したもので、丙型（キ45改丙）と称された。
この機関砲を搭載した二式複戦は、整備や装弾のために機首の前方部分をそっくり取り外すことができた。胴体の4本の縦通材に鋼管を溶接して作られた砲架を設け、この砲架に砲身中央部を接続して砲を搭載している。機関砲の砲身上部には16発を収容するベルト弾倉方式のドラムマガジンが装着された。搭載弾数は16発であるが、最初の1発は暴発防止のために抜かれて15発が定数となった。またマガジン後方には、暴発したときの防御として鋼板が配されている。
発砲の反動は700kgである。使用弾薬は歩兵砲の十一年式平射歩兵砲用のものから発展した37 x 112mm有起縁式で、弾種は徹甲弾、榴弾、炸裂弾：マ351（マ三五一）・マ301甲（マ三〇一甲）、ほかに演習弾（訓練弾）である代用弾を用いた。弾頭威力はホ3の3.3倍はあり、一撃で4発重爆撃機を撃墜可能であった。
なお、本砲について「P-39エアラコブラおよびP-63キングコブラに搭載されたことで有名なM4 37mm航空機関砲の模倣（デッドコピー）である」とされていることがあるが、本砲はロングリコイル方式の作動形式や上部に弾倉を持つ点がM4と類似しているものの、内部構造や構成は異なる独自の設計である。

## 戦術と威力

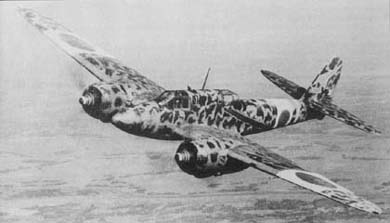
ホ203を機首砲として装備した飛行第53戦隊の二式複座戦丙型丁装備（キ45改丙丁装備）。ホ203とともに機体背面には上向き砲としてホ5を2門、同乗者席に九八式旋回機関銃を1挺装備

ホ203を装備した二式複戦はその攻撃力から、特に日本本土防空戦において対B-29戦で戦果を挙げ、飛行第5戦隊の樫出勇大尉を筆頭に多くのB-29キラーたるエース・パイロットを輩出した。
ただしホ203は空対空戦闘において扱いやすい火砲ではなかった。対B-29の場合、キ45は敵の前方に占位、対面で突入しつつ前下方もしくは前上方から射撃した。この際、時間的猶予から発砲可能な弾数は1発から2発であり、よく照準して撃ち込めるのは一撃に限られた。操縦席付近を照準するものの、エンジンに命中するなど精度は良好ではなかった。
キ45の限られた機体性能と速度、およびホ203の低初速から直上攻撃は行われなかった。直上攻撃の場合、B-29の何倍か前へ修正量を見越して撃つ必要があった。速度と機動性に欠けるキ45がB-29を攻撃する際に、修正量を見越して相手との角度が浅くなった場合、反撃を受けて撃墜された。そこで速度が重視され、後下方攻撃の際にもまず高度差を利用して加速し、上方から射撃後に一気に下へ突き抜けて離脱、速度を利用して再び下から射撃した。
威力の例としては昭和18年11月、ラングーンを空襲したB-24をキ45が追撃、高度6,000mで会敵した。前方に回ったキ45は二番機を狙い、対向から距離300mで2発を射撃、B-24の左主翼付け根に1発を命中させた。37mm弾を受けたB-24は直後に黒煙を吹き、水平にスピンしてから空中分解した。また昭和19年1月19日、インドネシア東部のアンボン基地付近の空戦では、キ45を装備した部隊がB-24の編隊20数機と交戦し、うち1機がB-24を3機撃墜、1機撃破した。このとき、ホ203の一撃がB-24のエンジンを吹き飛ばして墜落に追い込んでいる。
1944年（昭和19年）6月16日、北九州の八幡製鉄所を目標とするB-29編隊62機が来襲、キ45を装備する四戦隊が夜間迎撃を行った。上記の樫出勇中尉（当時）は高度2,000mで会敵、前方から突入し距離80mからホ203を射撃した。左翼付け根に37mm砲弾が命中したB-29は墜落した。また他のキ45は後上方から加速してB-29の下へ潜り、機首を上げてホ203を発砲、左翼付け根の燃料タンクに直撃を受けたB-29は大きな爆発を起こして分解した。この戦闘でキ45は延べ24機が出撃、B-29は7機を喪失し、最も有効だった兵器はホ203だった。
他の撃墜例としては、B-29の操縦席に1発命中して機首が鯉のぼりのような状態となり、墜落した例や、B-29の左主翼付け根に1発命中、直後に爆発を起こして空中分解したなどの戦闘例が多い。

## 搭載機
- 二式複座戦闘機「屠龍」（キ45改）
- キ102甲